# Teoria semântica da verdade
Em filosofia da linguagem, uma teoria semântica da verdade é uma teoria que afirma que a verdade é uma propriedade das sentenças.
A concepção semântica da verdade foi publicada pelo lógico polonês Alfred Tarski, por volta de 1930. Em The Concept of Truth in Formal Languages ("O conceito de verdade em linguagens formalizadas"), Tarski tentou formular uma nova teoria, a fim de resolver o paradoxo do mentiroso, e, durante essas tentativas, realizou grandes descobertas matemáticas. A mais notável foi o seu teorema da indefinibilidade, similar ao teorema da incompletude de Gödel, que afirma que o conceito de "verdade" para as sentenças, em uma linguagem dada, não pode ser consistentemente definido dentro dessa mesma linguagem.
Tarski desenvolveu uma teoria para dar uma definição  indutiva de verdade. Ele coloca várias condições às quais qualquer definição adequada de verdade deve satisfazer. Dentre essas condições, a principal é  aquela referida frequentemente como esquema T (ou Convenção T ou bicondicional de Tarski):
φ ↔ T<φ>,  para toda e qualquer sentença φ
Para formular teorias sobre a linguagem - evitando paradoxos semânticos, como o do mentiroso - é necessário, distinguir a linguagem sobre a qual se está falando (linguagem objeto) da linguagem que se está usando (metalinguagem).
Para exemplificar isso, tomemos uma sentença {\displaystyle \,\!S} da linguagem objeto. A condição material da adequação de Tarski, conhecida como convenção T, afirma que toda teoria viável da verdade deve seguir, para cada sentença {\displaystyle \,\!S} de uma linguagem, a seguinte condição:
"S" é verdadeiro se, e somente se, S é verdadeiro.
Por exemplo,
"O céu é azul" é verdade, se e somente se o céu é azul.
Analisando a sentença, percebemos que a primeira parte discute sobre "O céu é azul" e a segunda parte discute sobre o céu. Estas sentenças são chamadas sentenças T. Como as linguagens objeto e a metalinguagem são a mesma, acabamos considerando a sentença como trivial. 
Outro exemplo de uma sentença T, mas agora com linguagem objeto e metalinguagem diferentes, é:
"The sky is blue" é verdade, se e somente se o céu é azul.
onde a linguagem objeto é o inglês e a metalinguagem é o português.
É importante notar que, tal como foi originalmente formulada por Tarski, essa teoria se aplica apenas a linguagens formais, que satisfaçam determinadas exigências que as linguagens naturais usualmente não satisfazem. Uma das razões para que ele não estendesse sua teoria às línguas naturais é, por exemplo, que não existe um modo sistemático de decidir se uma dada sentença, em uma língua natural, é bem formada. 
A abordagem de Tarski foi estendida por Donald Davidson, ainda que de maneira fragmentada, à teorias do significado para linguagens naturais, o que significa tratar a "verdade" como um conceito primitivo, mais do que como um conceito definido.
Para uma linguagem {\displaystyle L} contendo os conectivos {\displaystyle \lnot } ("não"), {\displaystyle \land } ("e"), {\displaystyle \lor } ("ou") e os quantificadores {\displaystyle \forall } ("para todo e qualquer") e {\displaystyle \exists } ("existe"), a definição indutiva de verdade de Tarski teria que atender às seguintes condições:
- 1) {\displaystyle \lnot A} (negação de A) é verdadeira se e somente se A não é verdadeira.
- 2) {\displaystyle A\land B} (conjunção de A e B) é verdadeira se e somente se A é verdadeira e B é verdadeira.
- 3) {\displaystyle A\lor B} (disjunção de A e B) é verdadeira se e somente se A é verdadeira ou B é verdadeira.
- 4) {\displaystyle \forall xA(x)} (quantificação universal de A) é verdadeira se e somente se cada objeto satisfaz A(x).
- 5) {\displaystyle \exists xA(x)} (quantificação existencial de A) é verdadeira se e somente se há um objeto que satisfaça a A(x).

Isto explica como as condições de verdade das sentenças complexas (construídas a partir dos conectivos e dos quantificadores) podem ser reduzidas às condições de verdade dos seus constituintes. Os constituintes mais simples são sentenças atômicas. Uma definição semântica contemporânea da verdade para as sentenças atômicas seria:
- 6) Uma sentença atômica F (x1,…, xn) é verdadeira (relativamente a uma atribuição de valores às variáveis x1,…,xn)) se os valores correspondentes das variáveis "comportam" a relação expressa pelo predicado F.

O próprio Tarski definiu a verdade para sentenças atômicas numa variante que não usa termos técnicos da semântica, tal como foi expresso acima. Isto porque ele quis definir estes termos semânticos em termos de verdade, pois produziria uma definição circular se ele usasse um desses termos na definição da própria verdade. A concepção semântica da verdade de Tarski desempenha um importante papel na lógica contemporânea e em grande parte da filosofia da linguagem atual. Uma questão bastante controversa é se a teoria semântica de Tarski deve ser considerada como qualquer  teoria da correspondência ou como uma  teoria deflacionária da verdade.